# Jørgen Nash
Jørgen Axel Nash (født Axel Jørgensen 16. marts 1920 i Vejrum, død 17. maj 2004) var en dansk maler, digter og provokatør og bror til kunstneren Asger Jorn. Oprindeligt hed han, lige som sin bror, Jørgensen, men skiftede navn til Nash i 1941. Han var gift med malerinden Lis Zwick (født 16. august 1942, død 22. maj 2020), med hvem han havde datteren Cecilia Zwick Nash, som er skuespiller. Han var også far til billedkunstneren Carsten Nash.
Nash hævdede i sin erindringsbog fra 1997 En havfruemorder krydser sit spor, at han stod bag afsavningen af Den lille Havfrues hoved, den 24. april 1964, men det er aldrig bevist.
Nash var medlem af avantgardegruppen Situationistisk Internationale. En kort periode i starten af 1960'erne bidrog han til venstrefløjstidsskriftet "Dialog". I 1962 blev Nash sammen med et par andre medlemmer imidlertid smidt ud af gruppen som følge af uenighed om brugen af kunst i kampen for en samfundsomvæltning. Nash oprettede efterfølgende en ny situationistisk gruppe, Bauhaus Situationiste, som var aktiv i de følgende år. Jens Jørgen Thorsen, Hardy Strid og Carl Magnus var nogle af Nashs samarbejdspartnere på dette tidspunkt.
Nash var medstifter af kunstnerkollektivet Drakabygget i Skåne sammen med Asger Jorn.